# St. Andreas (Teistungen)

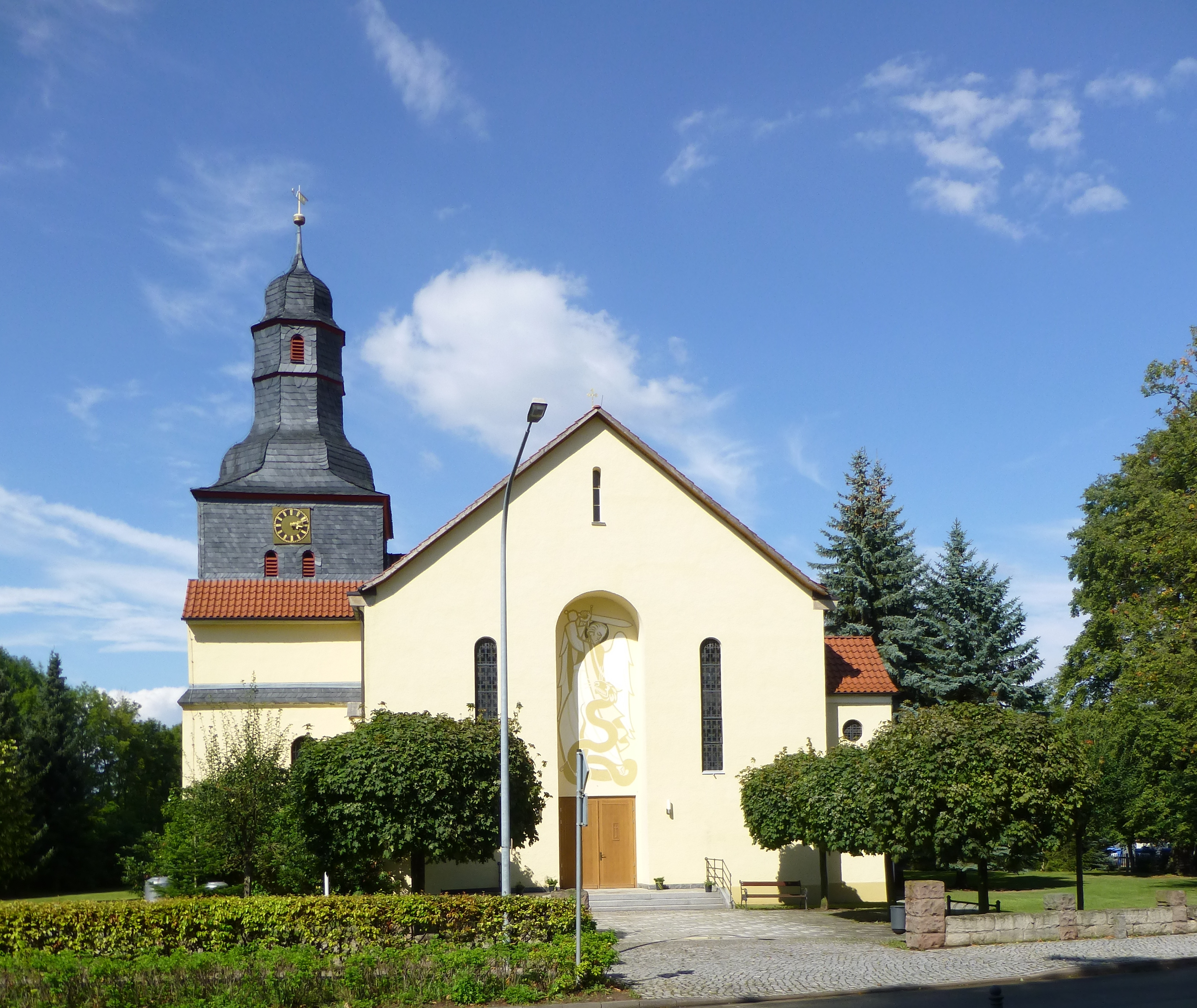
St. Andreas

Die römisch-katholische Pfarrkirche St. Andreas steht in Teistungen im thüringischen Landkreis Eichsfeld. Sie ist die Pfarrkirche der Pfarrei St. Andreas Teistungen im Dekanat Leinefelde-Worbis des Bistums Erfurt. Sie trägt das Patrozinium des heiligen Andreas.

## Geschichte
Von der ehemaligen Saalkirche von 1722 bis 1726 sind nur noch der Kirchturm mit seiner geschweiften Haube im Westen, das ehemalige Portal im Süden, heute im Osten, und die Kirchenausstattung, die aus dem Kloster Teistungenburg stammt, erhalten.
Die heutige Kirche wurde 1933/1934 nach Plänen des Düsseldorfer Architekten Thiethmann erbaut. Sie hat einen eingezogenen, rechteckigen Chor im Norden und ein niedriges Seitenschiff im Westen sowie eine Sakristei im Nordosten.

## Ausstattung
Der Hochaltar wurde 1756–1760 von Bernhard Kopp aus Duderstadt geschaffen. In seiner Mitte befindet sich eine Kreuzigungsgruppe mit aufgemaltem Kruzifix. Zu beiden Seiten stehen Statuen der Apostel Petrus und Paulus zwischen gedrehten Säulen, oben drüber der heilige Andreas, seitlich Figuren der Heiligen Johannes Nepomuk und Augustinus, ganz oben die Taube als Symbol des Heiligen Geistes. Ein gesticktes Antependium stammt vom Ende des 17. Jahrhunderts. Im Nebenaltar aus der Zeit um 1690 steht eine Josephsfigur aus Holz in einer Nische zwischen gedrehten Säulen, darüber steht der Evangelist Johannes. Die Kanzel ist aus der Mitte des 18. Jahrhunderts. Auf dem Schalldeckel befindet sich die geschnitzte Figur von Johannes dem Täufer. Die Ölbilder aus der Mitte des 18. Jahrhunderts zeigen die Himmelfahrt Mariae, den Nikodemus um 1600 und Bernhard von Clairvaux um 1700. Die geschnitzten Figuren des heiligen Antonius und der heiligen Christina sind um 1700 entstanden, Jakobus der Ältere am Anfang des 16. Jahrhunderts. Die Schnitzfigur des Marienbildnisses vom Ende des 15. Jahrhunderts befindet sich heute im Museum Göttingen.

## Orgel
Die erste Orgel wurde 1723 von Johannes Creutzburg für das Kloster Teistungenburg gebaut und 1825/26 in die Pfarrkirche von Teistungen übertragen. Vor deren Abbruch im Jahre 1933 wurde die Orgel abgebaut, und für die neue Kirche erbauten die Gebr. Krell 1937 eine Orgel mit 24 Registern, die auf 2 Manuale und Pedal verteilt sind; dabei wurde der Prospekt der Creutzburg-Orgel in veränderter Form wiederverwendet.